# Yasir Al-Rumayyan
Yasir Al-Rumayyan (en arabe : ياسر الرميان), né le 18 février 1970, est un homme d'affaires saoudien, directeur du Fonds public d'investissement d'Arabie saoudite depuis septembre 2015. et Président du Conseil d'administration de la Saudi ARAMCO depuis Janvier 2017,.
Depuis janvier 2017, il est le président du conseil d'administration de la Saudi ARAMCO. En octobre 2021, à la suite du rachat de Newcastle United par un consortium d'actionnaires, dont le Fonds public d'investissement d'Arabie saoudite (qui avait déjà tenté de mener à bien l'opération en 2020), il est nommé président non exécutif du club anglais.